# Ivar Gjørup
Ivar Gjørup (født 22. september 1945) er en dansk tegner, der har tegnet under kunstnernavnet Olfax. Gjørup er mest kendt for tegneserien Egoland fra 1984 i Dagbladet Information og fra 1986 til 2009 i dagbladet Politiken.
Gjørup er opvokset i Randers med studentereksamen fra Randers Statsskole i 1964 og cand.mag. (1977) i klassisk filologi fra Aarhus Universitet. På universitetet var han redaktør og tegner på studenterbladet Montanus. Han har været lektor i oldtidskundskab, græsk og latin ved Aarhus Katedralskole. Han har medvirket i DR2s "Smagsdommerne".
Ivar Gjørup har skrevet to skuespil 1992 og 1996 opført af Teatret Filuren, Musikhuset Århus. Og librettoen til en kirkeopera for Musikteatret Undergrunden, opført i Vor Frelsers Kirke på Christianshavn 2001. I 2000 udgav han bogen 'Den sjette sans' på forlaget Spektrum om skrift og bevidsthed gennem 3000 år - fra håndskrifter over bogtryk til nutidens skærmskrift og internet: Den 'sjette sans' er sprogsansen.
Gjørup har tre voksne børn med hustruen Gunvor Øye.
Den 2. oktober 2006 valgte Gjørup at stoppe serien i Politiken af tre årsager: 
- seriens format blev mindre (fra 220 mm i bredden til 176 mm), og avisen dikterede et nyt forhold mellem højde og bredde)
- serien blev bragt ved siden af Wulffmorgenthaler på 2. sektions bagside – to serier, der ifølge Gjørup ville skæmme hinanden; de skulle have lov til at optræde hver for sig
- avisens ledelse afviste hans indvendinger uden begrundelse

Resultatet var over 150 læserbreve til tegneren og til avisen, som trykte fire. Fra den 4. december 2006 kom serien igen i Politiken, idet alle Gjørups krav blev efterkommet.
Siden tegneseriens begyndelse i 1984 er der udkommet i alt 18 Egoland-udgivelser, nu på forlaget Ydun. De to seneste er i bogform, 'Livet er ikke selvbiografisk' (17), med bl.a. striberne fra den berømte pingpong mellem Jakob Martin Strids serie STRID og Gjørups Egoland fra 2001, og 'Menighed gør stærk' (18) bl.a. med et interview ved Matthias Wivel, hvori tegneren udtaler sig om den såkaldte 'Muhammedkrise'.
I 2009 blev Egoland hjemmesiden forsynet med følgende kommentar:

TAK FOR 25 ÅR!
Egoland slutter pinsesøndag. Divus Madsen & Sandra + Gaia & Bingo og alle de andre seriefigurer siger Tak for denne gang – tak til trofaste læsere gennem et kvart århundrede, tak for masser af gode hilsner og gode samvær, stor tak til serietegnere og fagfæller, som har opmuntret mig til at fortsætte: Vi sagde 10 år dengang i 1984, da serien begyndte i Information. I december 1986 fortsatte vi i Politiken – tak til begge aviser!
Beslutningen er vor egen. Nye opgaver venter.